# Arma de espuma

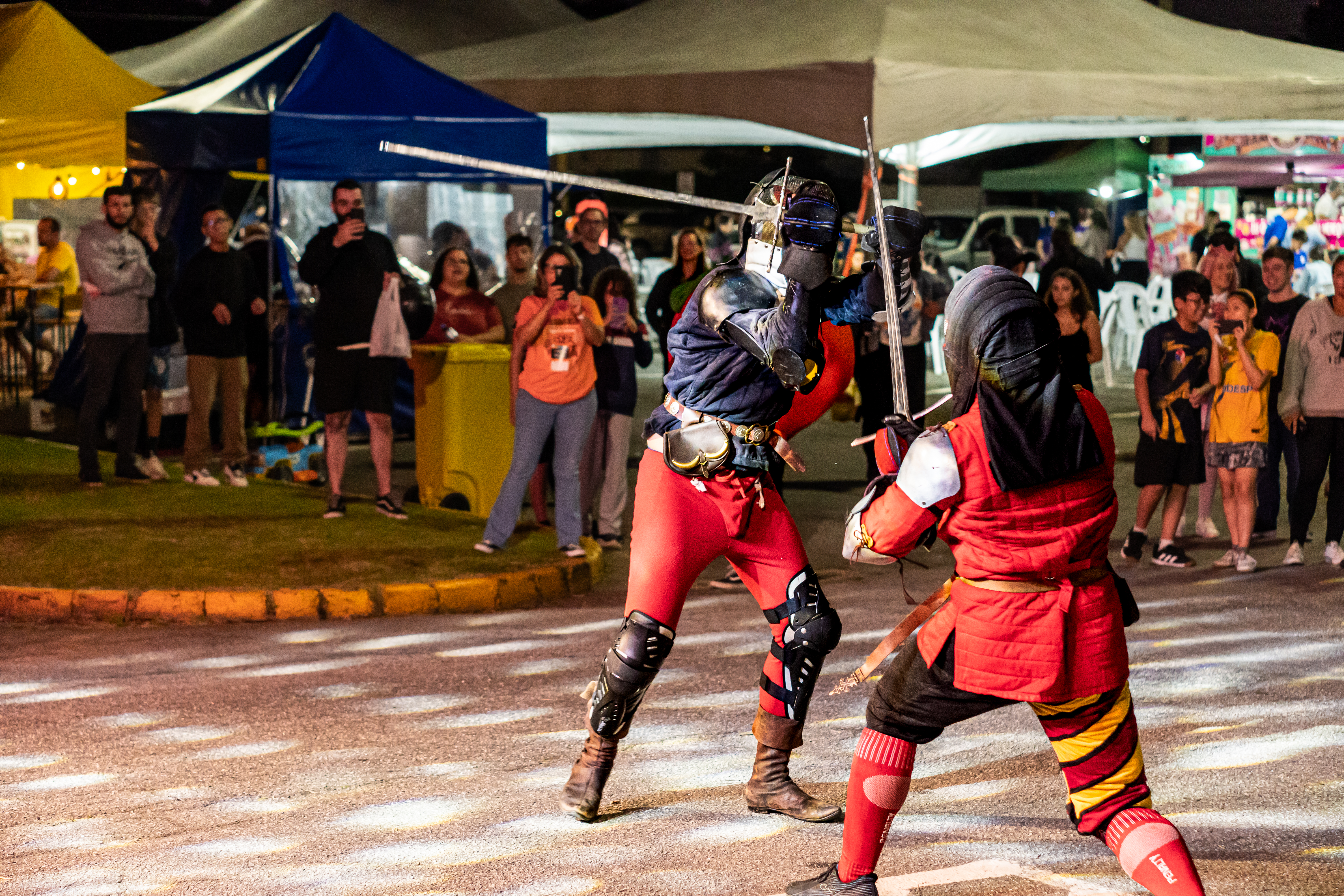
Swordplay event during the event "Mogiverso", in Mogi das Cruzes

Uma arma de espuma (também conhecida como boffer, latex weapon ou também denominada espadinha de espuma), é uma arma macia usada para simular combates e praticar esportes como o Swordplay, nome pelo qual é conhecido o Boffering ou Polsterwaffen no Brasil. Estas armas também são normalmente usadas em live action role-playing games (LARPs).
Seu interior é geralmente feito com cano PVC ou fibra vidro e muitas das vezes para a espuma é utilizado EVA, Pool noodle ou PI (Poli-imida / Polyimide). Para proteger a espuma, pode-se utilizar fita silver tape ou tecido e, unindo tudo, usa-se cola de contato ou cola de sapateiro. Um dos principais precursores da confecção desses equipamentos no Brasil foi o prof. Glauco Ferrinho, quem se tornou nacionalmente conhecido por volta de 2013.